# ジミー・ヴァン・オストランド
ジェームズ・O・ヴァン・オストランド（James O. Van Ostrand, 1986年11月19日 - ）は、カナダ連邦ブリティッシュ・コロンビア州、バンクーバー出身の元プロ野球選手(内野手)。右投右打。

## 経歴
ブリティッシュ・コロンビア州のリッチモンドにあるマクマス中学・高等学校に所属。高校時代には、ブリティッシュコロンビア・プレミア・ベースボール・リーグでプレーしていた。
2003年のドラフトで29巡目（全体855位）でピッツバーグ・パイレーツに指名されるが合意せず、アラン・ハンクック短期大学に進学する。その後カリフォルニアポリテクニック州立大学に進学しプレーした。
2006年のドラフトでヒューストン・アストロズに8巡目(全体249位)で指名され入団。この年は、ニューヨーク・ペンリーグのトライシティ・バレーキャッツでプレーした。
2007年は、サウス・アトランティックリーグのレキシントン・レジェンズでプレーし、オールスターに選ばれた。そして、オールスター・フューチャーズゲームに選出された。また、第37回IBAFワールドカップのカナダ代表に選出されている。
2008年は、クラスAのカロライナリーグのセイレム・アバランチでプレーし、オールスターに選ばれた。ダブルAのテキサスリーグのコーパスクリスティ・フックスに昇格した。また、北京オリンピックの野球競技にカナダ代表に選出されている。
2009年には、第38回IBAFワールドカップに選ばれた。
2011年オフの9月16日に第39回IBAFワールドカップとグアダラハラパンアメリカン競技大会の野球カナダ代表に選出された。
2012年は、当初、アトランティックリーグのシュガーランド・スキーターズでプレーしていたが、5月26日にワシントン・ナショナルズと契約を交わした。9月11日に、第3回WBC予選のカナダ代表が発表され、代表入りした。予選2組で、第1戦のイギリス戦で本塁打を記録した。第4戦のドイツ戦では2本の本塁打を記録し、第6戦の本戦進出決勝戦でも本塁打を放ちカナダの本戦進出に大きく貢献した。
2013年1月17日に、第3回WBC本戦のカナダ代表が発表され、代表入りした。

## 詳細情報

### 代表歴
- 北京オリンピック野球カナダ代表
- 2011 IBAFワールドカップ カナダ代表
- 2011年パンアメリカン競技大会野球カナダ代表
- 2013 ワールド・ベースボール・クラシック・カナダ代表